# Resolució 1322 del Consell de Seguretat de les Nacions Unides
La Resolució 1322 del Consell de Seguretat de les Nacions Unides fou adoptada el 7 d'octubre de 2000. Després de recordar les resolucions 476 (1980), 478 (1980), 672 (1990) i 1073 (1996), el Consell va deplorar la visita d'Ariel Xaron al Mont del Temple (referit a la Resolució pel seu nom àrab Al-Haram Al-Sharif) i la posterior violència que, d'acord amb la Resolució, ha donat lloc a la mort de més de 80 palestins. La resolució no va condemnar ni esmentar les morts informades per Israel, tot i que va deplorar el que va qualificar de "moltes altres baixes".
El Consell de Seguretat va reafirmar que una solució del conflicte ha de basar-se en resolucions 242 (1967) i 338 (1973), que exigia la pau basada en les negociacions entre els israelians i els àrabs. En aquest sentit, va donar suport al procés de pau en el conflicte israelianopalestí, i va reafirmar la necessitat del ple respecte dels Llocs Sagrats de Jerusalem per tots.
La resolució va considerar la visita de Xaron al Mont del Temple com una "provocació" i va deplorar la visita i la violència subsegüent allà i els altres territoris ocupats pels israelians, especialment l'ús de la força contra els palestins. La violència va ser la pitjor en anys, i va marcar el començament de la Segona Intifada. El Consell va demanar la cessació immediata de les hostilitats i el retorn a les negociacions i va convidar a Israel a complir les seves responsabilitats en virtut del Quart Conveni de Ginebra relatiu a la protecció dels civils en guerra. Va subratllar la importància d'una investigació objectiva sobre els esdeveniments recents amb l'objectiu d'evitar-ne la repetició. Finalment va demanar al secretari general Kofi Annan que mantingués informat al Consell sobre els esdeveniments.
La resolució va ser patrocinada per Malàisia i recolzada per diversos països europeus. La versió original de la resolució buscava una forta condemna d'Israel. Els Estats Units, que es van abstenir, van amenaçar amb vetar aquesta versió i es va modificar per esborrar el nom d'Israel pel nom.